# (19614) Montelongo
(19614) Montelongo est un astéroïde de la ceinture principale d'astéroïdes.

## Description
(19614) Montelongo est un astéroïde de la ceinture principale d'astéroïdes. Il fut découvert le 16 juillet 1999 à Socorro (Nouveau-Mexique) par le projet LINEAR. Il présente une orbite caractérisée par un demi-grand axe de 2,31 UA, une excentricité de 0,15 et une inclinaison de 5,6° par rapport à l'écliptique.

## Compléments